# Limnocythere illinoisensis
Limnocythere illinoisensis är en kräftdjursart som beskrevs av Sharpe 1897. Limnocythere illinoisensis ingår i släktet Limnocythere och familjen Limnocytheridae. Inga underarter finns listade i Catalogue of Life.